# 永尾亜子
永尾 亜子（ながお あこ、1993年12月7日 - ）は、元フジテレビのアナウンサー。

## 経歴
長崎県南松浦郡新上五島町（五島列島）出身。長崎県立上五島高等学校、長崎大学環境科学部卒業。
高校在学中は放送部に所属し、高校2年で「第32回九州高校放送コンテスト・アナウンス部門」優良賞、高校3年で「第58回NHK杯全国高校放送コンテスト・アナウンス部門」全国第4位の優秀賞、となる。大学在学時に、「長崎大学ミスコンテスト2014」に出場したが未冠で、テレビ朝日アスクアナウンススクールへ通う。
2016年4月、フジテレビ入社。同期入社は上中勇樹、鈴木唯、堤礼実、藤井弘輝らがいる。2018年にフジテレビ女性アナウンサー18人のユニット「お台場ワンガン娘‘18」でメインボーカルを務める。
2022年3月14日に発熱と鼻水を自覚し、PCR検査で15日に新型コロナウイルスの感染を確認した。発症日の14日は『めざましテレビ』に出演し、16日に感染報告した。同時に出演した軽部真一は16日と17日の出演を休む。永尾は担当する17日、21日、24日の『めざましテレビ』と20日の『FNN Live News days』を休み、27日の『FNN Live News days』と28日の『めざましテレビ』で復帰した。
2022年7月1日付でアナウンス室から広報局へ異動となり、6月30日放送の『めざましテレビ』にアナウンサーとして最後に出演した。10月1日にフジテレビを退社した。
2023年現在、Instagramのbio欄に一般企業に勤めながらフリーランスのナレーター・アナウンサーとして活動している、と記載。

## 人物
普通自動車免許、漢字検定2級、日本語検定2級を所持している 。学生時代はアカペラサークルに所属し、散策と芸術鑑賞を趣味とする。

## 出演番組

### WEB
- 「スプラトゥーン3 ガチキング決定戦」ガチヤグラ部門 決勝トーナメント（2024年10月20日）
- NEWTトラベルリポーター（2024年）[14][注釈 1]

## 過去の出演番組
- ダウンタウンなう（2016年7月22日）
- FNS27時間テレビフェスティバル!（2016年7月24日）：提供読み
- めざましテレビ
  - （2016年9月14日・9月15日）：「お天気コーナー」阿部華也子の夏休み中に代役で担当。
  - 下記は、エンタメキャスター担当
    - 月曜日・木曜日担当（2018年4月2日 - 2020年4月9日）　　　
    - 月曜日 - 木曜日担当（2020年4月13日 - 2020年6月25日）　　
    - 月曜日・木曜日担当（2020年6月29日 - 2020年9月25日）
    - 金曜日担当（2020年9月28日 - 2021年3月26日）　　
    - 月曜日・木曜日担当（2021年3月29日 - 2022年1月21日）
    - 月曜日・木曜日・金曜日担当（2022年1月24日 - 2022年2月25日）
    - 月曜日・木曜日担当（2022年2月28日 - 7月1日）
    - （2021年2月15日 - 2月17日・2022年2月25日・3月29日）：軽部真一の代役で担当。
    - （2021年2月24日・8月3日）：鈴木唯の代役で担当。
    - （2021年11月5日）渡邊渚の代役で担当。
    - 「鈴木唯（永尾亜子）のフトコロ入らせてください」・「リポーターやってください」不定期担当（2019年4月 - 2022年6月30日）
- みんなのニュース　
  - 「木村拓也の上を向いて歩こう!」（2016年9月22日・9月23日、木村拓也の夏休み中に代役で担当。）
    - 2016年9月12日 - 9月23日まで夏季休暇の木村拓也の代役。
- うどんが主食presentsアナとウドン（2016年10月5日・2017年1月1日）
- FNNスピーク（2017年8月14日 - 8月18日）- 斉藤舞子の夏休み中に代役で担当。
- みんなのニュース（2016年10月3日 -　2018年3月、（平日）サブキャスター兼務（不定期）フィールドキャスター）
- ホウドウキョク24『あしたのコンパス』（2016年7月 - 、金曜日司会）
- FNNニュース
  - 年末年始特別編成時（2016年12月31日朝、2017年1月2日・1月3日朝、2017年12月30日昼・夕方、2018年1月1日昼、1月2日夕方）
  - 日曜朝（2019年8月25日・9月8日） - 山中章子の代役で担当。
- ネプリーグ（2019年2月11日）：「女子アナチーム」の一員として出演
- Tune（2019年4月7日 - 9月29日）
- スゴイゴイ ソッタクの機（2019年4月13日）：アシスタント
- FNN Live News days（2019年8月25日・9月8日）：山中章子の代役として担当。
- S-PARK（2021年2月22日（2月21日深夜））：大川立樹の代役として担当。
- バイキングMORE（2020年9月30日 - ）2時プロジェクト〜気になっているのは私だけ?〜 水曜日担当
- プレミアの巣窟（2019年10月8日 - 2021年9月27日）：ナレーション
- BSフジNEWS
- FNN Live News days（日曜日）（2021年7月11日 - 2022年4月3日）
- Live News イット!（ナレーション）（2020年11月14日 - 2022年6月25日）
- 日曜報道 THE PRIME(ナレーション)（2021年7月4日 - 2022年6月26日）
- ワイドナショー（ナレーション）
- めざましどようび：エンタメリポーター（不定期出演）